# Antônio Moreira César
Antônio Moreira César (Pindamonhangaba, 7 de julho de 1850 — Canudos, 4 de março de 1897) foi um militar brasileiro. Atingiu o posto de coronel no Exército Brasileiro, na arma de infantaria.

## Biografia
Nomeou seus pais, em sua Fé de Ofício, como sendo desconhecidos ou incógnitos. Sabe-se, contudo, que ele era filho do padre Antônio Moreira César de Almeida (1814 - 1860) e de Francisca Correia de Toledo (1818 - 1895), falecida solteira e irmã de Maria Bernardina Correia de Toledo, que foi casada com o capitão Bento Moreira César de Almeida, irmão do mencionado padre.

### O assassinato de Apulcro de Castro (1883)

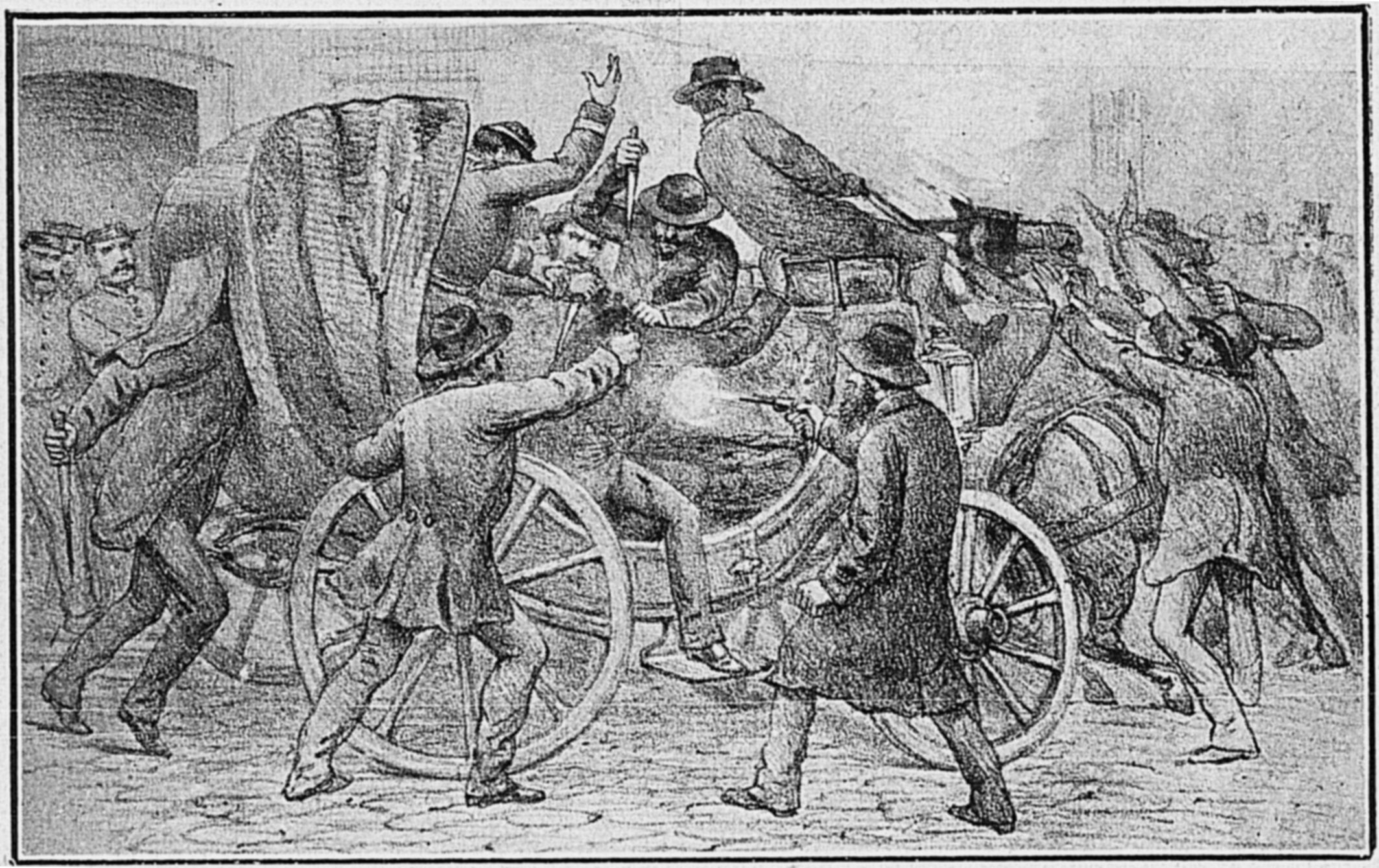
Linchamento do jornalista brasileiro Apulcro de Castro no Rio de Janeiro, por militares do Exército Imperial. Dentre os homicidas estava o então capitão Antônio Moreira César (Revista da Semana, nº 38, 13/09/1924).

Apulcro de Castro era redator-responsável do jornal "Corsário" e foi assassinado por um grupo de militares na rua do Lavradio, no centro da cidade do Rio de Janeiro. Anos mais tarde, Euclides da Cunha registrou à página 297 de "Os sertões" (1ª ed.) o episódio, que envolveu o jovem Moreira César:
| “ | Foi em 1883. Um jornalista, ou melhor, um alucinado, criara, agindo libérrimo graças à frouxidão das leis repressivas, escândalo permanente de insultos intoleráveis na Côrte do antigo império; e tendo respingado sobre o Exército parte das alusões indecorosas, que por igual abrangiam todas as classes, do último cidadão ao monarca, foi infelizmente resolvido por alguns oficiais, como supremo recurso, a justiça fulminante e desesperadora do linchamento. Assim se fez. E entre os subalternos encarregados de executar a sentença figurava, mais graduado o capitão Moreira Cesar, ainda moço, à volta dos 30 anos, e em cujos assentamentos havia já, averbados, merecidos elogios por várias comissões exemplares cumpridas. E foi o mais afoito, o mais impiedoso, o primeiro talvez no esfaquear pelas costas a vítima, exatamente na ocasião em que ela, num carro, sentada ao lado de autoridade superior do próprio exército se acolhera ao patrocínio imediato das leis… O atentado acarretou-lhe a transferência para Mato Grosso, e dessa "Sibéria" canicular do nosso exército, tornou somente após a proclamação da República. | ” |

### A sedição baiana (1891)
Em fins de 1891, no posto de tenente-coronel, Moreira César envolveu-se na derrubada do presidente da Bahia, José Gonçalves da Silva (1838 - 1911).
Era então comandante do 9º Batalhão de Infantaria, em Salvador, do qual tomara posse no dia 14 de novembro daquele ano, transferido de Sergipe, onde comandara durante alguns meses o 33° Batalhão de Infantaria, estacionado em Aracaju.
Como resultado da sua participação nos incidentes, veio a ocupar o cargo de chefe de polícia do Estado, função na qual se manteve de 24 de novembro a 22 de dezembro do mesmo ano.

### Sublevação de Niterói (1892)
Tomou posse como comandante do 7º Batalhão de Infantaria em abril de 1892. Em dezembro do mesmo ano, o batalhão embarcou para Niterói onde se registrava uma sublevação do corpo policial, tendo sido aclamado como governador Francisco Portela, que tempos antes tinha se afastado do cargo. Os amotinados renderam-se, e o governador José Tomás de Porciúncula, reconduzido ao cargo, dissolveu a Força Pública.

### A Revolta da Armada (1893 - 1894)

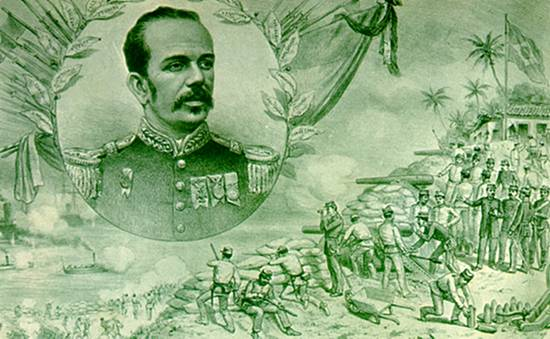
Floriano Peixoto, retratado na Revista Don Quixote, em 1895.

A Revolta da Armada foi uma rebelião iniciada por algumas unidades da Marinha do Brasil contra o governo do presidente da República, marechal Floriano Peixoto (1839 - 1895). Iniciou no Rio de Janeiro, em setembro de 1893, e estendeu-se à região Sul, debelada em março de 1894.
Moreira César planejou um ataque contra a Ilha de Villegaignon e áreas ocupadas e defendidas pelos rebeldes. O 7° Batalhão de Infantaria também participou da vigilância na região do porto do Rio de Janeiro e atuou na retomada da Ilha do Governador, base logística onde os revoltosos se supriam.
Tendo concluído a ocupação da Ilha do Governador, o 7° Batalhão de Infantaria ali permaneceu até 9 de fevereiro de 1894, quando recebeu ordens para regressar ao Morro de Santo Antônio, onde estava sediado. Moreira César havia passado o comando do seu batalhão ao capitão Augusto Frederico Caldwell do Couto e assumira o comando da brigada, como o faria em outras oportunidades. O batalhão ficou interinamente sob as ordens do capitão Caldwell do Couto até 19 de outubro de 1894, enquanto Moreira César permaneceu no comando das forças em operação nas ilhas de Paquetá e do Governador.
A atuação de Moreira César na retomada da Ilha do Governador não passou despercebida ao marechal Floriano Peixoto, vice-presidente no exercício da presidência da república, que registrou: "pelos relevantes serviços prestados, tendo sustentado tão importante posição e obrigado, com tiros de canhão, os navios dos insurretos a mudarem de ancoradouro em busca do fundo da baía, danificando-os seriamente."

### A Revolução Federalista (1893-1895)

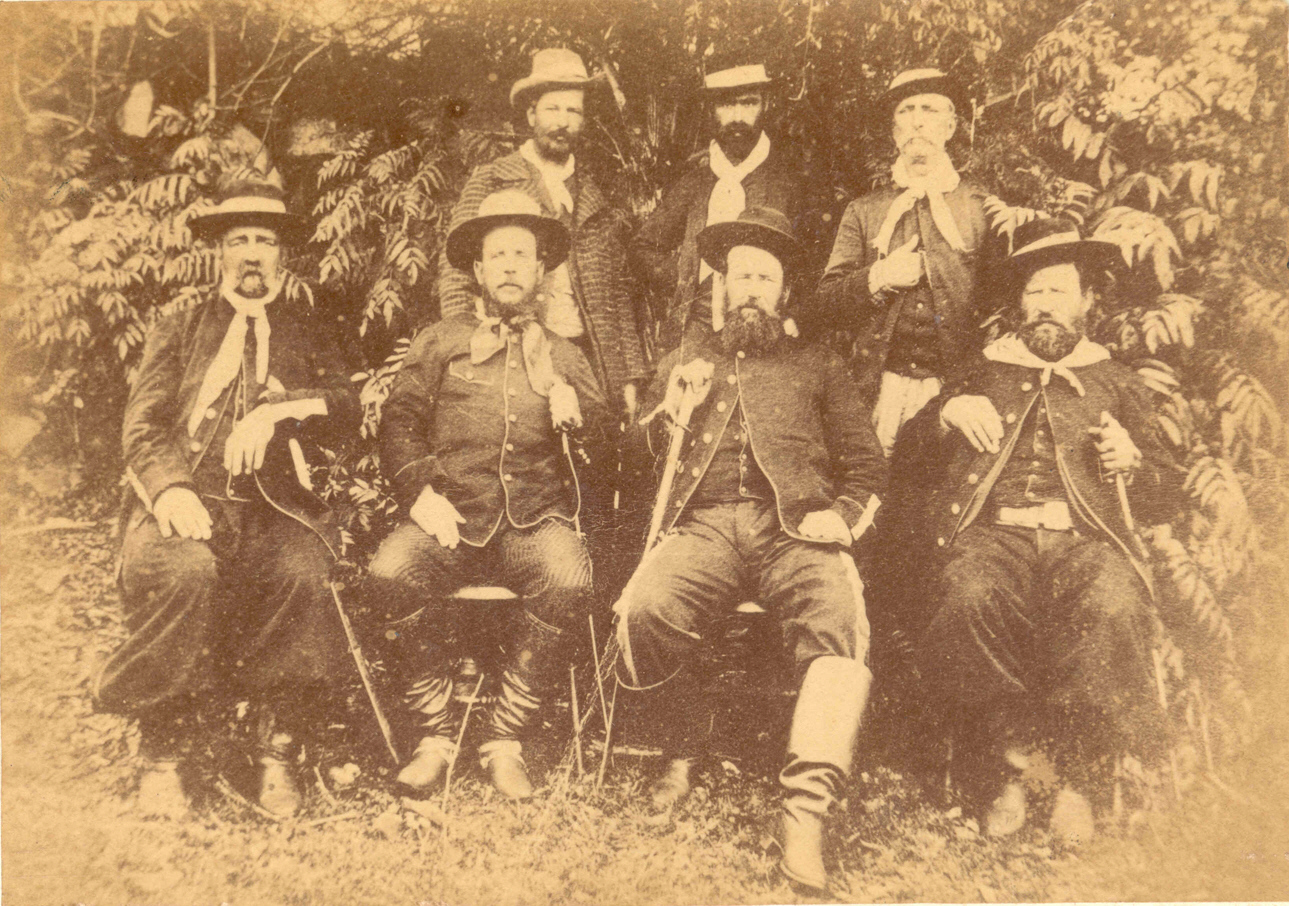
Gumercindo Saraiva e seu Estado-Maior.

No contexto da Revolução Federalista (Rio Grande do Sul, 1893 - 1895), o Marechal Floriano nomeou e remeteu para Santa Catarina, a 19 de abril de 1894, armado de poderes discricionários, o coronel Moreira César, que desembarcou na cidade de Desterro (atual Florianópolis) à frente de quinhentos homens do 7° e 23° Batalhões de Infantaria.
No governo de Santa Catarina, Moreira César promoveu um "ajuste de contas", conforme definido pelo estudioso Oswaldo Rodrigues Cabral. Prisões e fuzilamentos sumários de militares e civis, tais como o Massacre da Ilha de Anhatomirim, foram praticados em represália à rebeldia federalista, promotora da guerra civil centralizada em Santa Catarina. Como observou o historiador catarinense Jali Meirinho "na interpretação justa forma de atos criminosos". E acrescenta: "não se concebem prisões e execuções sem julgamento". Tais execuções sumarias também ocorreram semelhantemente no Paraná (vide a morte do Barão do Cerro Azul), sugerindo que as ordens para tais vieram das altas esferas governamentais.
O "ajuste de contas" foi uma resposta desproporcional à crueldade dos federalistas, particularmente àquela perpetrada pelos guerrilheiros de Gumercindo Saraiva, cuja prática era a degola dos prisioneiros (também praticada pelos seus inimigos). Execuções sumárias de centenas de pessoas muitas sem julgamento ou maior investigação, inclusive um herói da Guerra do Paraguai, o Barão do Batovi e seu filho inocente, torna mais visível que a vingança, não a justiça, estava nos plano de seus executores. Para executar tais vinganças, Moreira Cesar, pelo seu histórico, era a pessoa certa na hora certa.
Entre os fuzilados na Fortaleza de Santa Cruz de Anhatomirim estava o médico baiano Alfredo Paulo de Freitas, que servia como major-médico em Desterro. Foi o médico chamado de sua casa e depois de apresentar-se, embarcaram-no na corveta Niterói. Dele não obtendo notícias, sua esposa algumas vezes foi ao Palácio do Governo em busca de informações. Numa delas se fez acompanhar da filha menor, constando ter sido recebida por Moreira César em pessoa. Ao tomar conhecimento de quem era a mulher, o comandante Moreira César teria se mostrado solícito, e explicado que o marido dela com efeito fora preso e enviado ao Rio de Janeiro para ser julgado. Ela porém não temesse, em breve o marido estaria de volta. Ao diálogo é apontado ato que categoriza o coronel Moreira César como homem frio e calculista. Moreira César teria tomado a criança no colo e dito, apontando para a mar, entrevisto da janela: "Papai está bem longe, mas voltará logo." O governador militar de Santa Catarina, no entanto, sabia que o doutor Alfredo não retornaria, pois ele mesmo mandara que o fuzilassem em Anhatomirim. Também no chamado "ajuste de contas" de Anhatomirim, onde foi ordenando dezenas de execuções, entre os mortos, estavam deputados estaduais e mesmo militares, como o Barão de Batovi, herói da Guerra do Paraguai, que morreu abraçado a seu filho.

### A campanha de Canudos (1896-1897)

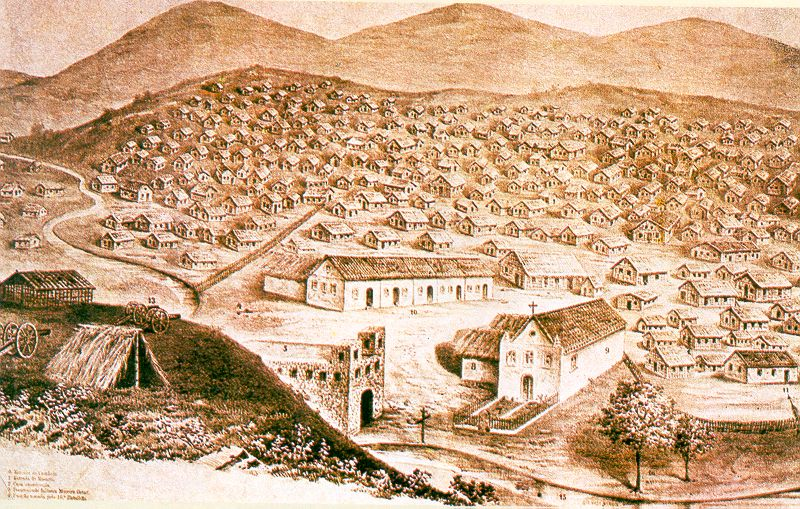
O arraial de Canudos.

No contexto à repressão ao arraial de Canudos, a chamada Campanha de Canudos, após o fracasso de duas incursões militares, o baiano Manuel Vitorino, presidente interino do Brasil, nomeou o coronel Moreira César para comandar uma terceira expedição militar. Vitorino na época era o vice-presidente da República, mas exercia interinamente a presidência no lugar de Prudente de Morais, que estava afastado por motivo de saúde. A primeira fora comandada pelo tenente Manuel da Silva Pires Ferreira (1859 - 1925), tendo sido batida em Uauá (novembro de 1896), e a segunda pelo Major-fiscal Febrônio de Brito (1850 - ?), batida, por sua vez, em Tabuleirinho (janeiro de 1897).
Moreira César partiu do Rio de Janeiro para a Bahia em 3 de fevereiro de 1897, aportando em Salvador a 6 do mesmo mês. No dia seguinte partiu para Queimadas, onde chegou no dia 8 pela manhã, por trem expresso. Temendo que os sertanejos abandonassem o arraial, intensificou os preparativos para a partida da tropa em direção a Monte Santo. O seu efetivo era composto por mil e trezentos homens, seis canhões Krupp, cinco médicos, dois engenheiros militares, ambulâncias e um comboio cargueiro com munições de guerra e de boca.
Antes de acampar em Monte Santo, onde estabeleceu a segunda base de operações, Moreira César sofreu uma crise epiléptica, que se repetiria, com mais brandura, na Fazenda Lajinha, entre Monte Santo e Vila do Cumbe (atual Euclides da Cunha). Em Cumbe mandou prender o vigário local, padre Vicente Sabino dos Santos, sob a acusação de partidário de Conselheiro. O religioso foi solto posteriormente, por interferência do Estado-maior.
Próximo ao arraial de Canudos a expedição foi atacada por piquetes de homens de Conselheiro, sem que porém tenha havido enfrentamento.

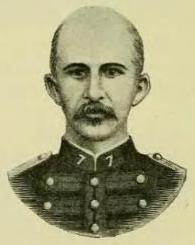
Coronel Moreira César.

No dia 2 de março a coluna militar avançou sobre o Rancho do Vigário, a dezenove quilômetros de Canudos. Moreira César pretendia aproximar-se do arraial, permanecer um dia nas vizinhanças das margens do rio Vaza-Barris, bombardear a povoação e em seguida conquistá-la com a sua infantaria.
Na manhã do dia 3 Moreira César mudou subitamente de ideia, optando pelo ataque imediato. O arraial foi duramente castigado pelas peças de artilharia. O assalto final teve início após o meio-dia. Os defensores de Canudos defenderam-se a tiros a partir das igrejas velha e nova. Nos primeiros momentos as forças do exército conseguiram invadir o arraial e conquistar algumas casas. Foram, contudo, obrigadas a recuar, devido à pouca munição.
Após cerca de cinco horas de combate, Moreira César foi ferido no ventre, quando se preparava para ir à frente de batalha incentivar a tropa. Atendido pelos médicos, estes constataram tratar-se de ferimento mortal. O comando foi transferido ao coronel Pedro Tamarindo.
Após mais de sete horas de combate encarniçado, o coronel Tamarindo decidiu recuar. Moreira César faleceu doze horas após haver sido atingido, na madrugada de 4 de março de 1897, protestando que Canudos fosse uma vez mais atacado. Em reunião de oficiais, às 23 horas da noite anterior, fora decidida a retirada, dado o grande números de feridos. Moreira César mandou constar em ata que, se saísse vivo da guerra, pediria a exoneração do exército.
A retirada constitui-se uma das situações mais críticas em que o exército brasileiro esteve envolvido, uma vez que, batido, foi obrigado a percorrer os cerca de duzentos quilômetros que separam Canudos de Queimadas, primeira base de operações da tropa.
O ataque mal sucedido ordenado por Moreira Cesar é atribuído a seus constantes ataques de epilepsia. Estudos foram documentados por Elza Márcia Targas Yacubian como um dos casos em que a epilepsia mudou o rumo da história.